# Ed Scrutchins
Edward Sean Scrutchins (* 28. Juli 1941 in Americus, Georgia) ist ein ehemaliger US-amerikanischer American-Football-Spieler. Er spielte eine Saison auf der Position des Ends für die Houston Oilers in der American Football League (AFL).

## Karriere
Scrutchins kam 1959 nach Toledo, um an der University of Toledo College Football für die Toledo Rockets zu spielen. Im NFL Draft 1963 wurde er von den St. Louis Cardinals in der fünfzehnten Runde ausgewählt. Nach zwei Jahren beim Militär spielte er 1966 eine Saison bei den Houston Oilers in der American Football League. Nach dem Militärdienst kehrte er an die University of Toledo zurück um seinen Abschluss zu machen. Im Anschluss arbeitete er für das öffentliche Schulsystem von Toledo. Seit 1986 ist er auch der Leiter des sportlichen Bereichs von Toledos Schulen. Seit 1993 war er langjähriger Commissioner der Highschool-Basketball-Liga City League in Toledo, welche 2012 aufgelöst wurde. Nach seinem Rücktritt kehrte er ins öffentliche Schulsystem von Toledo zurück.